# Gymnastiek op de Olympische Zomerspelen 2012 – Brug mannen
De brug voor de mannen op de Olympische Zomerspelen 2012 in Londen vond plaats op 28 juli (kwalificatie) en op 7 augustus (finale). De Chinees Feng Zhe won het onderdeel voor de Duitser Marcel Nguyen die het zilver pakte en de Fransman Hamilton Sabot die het brons won.

## Format
Alle 71 deelnemende turners moesten een kwalificatie-oefening turnen. De beste acht deelnemers gingen door naar de finale. Er mochten echter maximaal twee deelnemers per land in de finale komen. Dat zorgde ervoor dat de nummer vijf van de kwalificaties, Kohei Uchimura, niet naar de finales mocht omdat er al twee Japanners boven hem waren geëindigd. Alleen de scores die in de finale gehaald werden, telden voor de einduitslag.

## Wedstrijdverloop
Het goud werd behaald door de Chinees Feng Zhe, zijn oefening had een moeilijkheidsgraad van 7.000 en een uitvoeringsscore van 8.966 waarmee hij een totaal score behaalde van 15.966. Daarmee had hij 0.166 voorsprong op de nummer twee, de Duitser Marcel Nguyen. Zijn oefening van 6.800 als moeilijkheidsgraad werd beoordeeld met een uitvoeringsscore van 9.000, waarmee zijn totaal uit kwam op 15.800. De winnaar van de bronzen medaille, de Franse Hamilton Sabot, behaalde een totaal score van 15.566 door een oefening te turnen met een moeilijkheidsgraad van 6.700 en een uitvoeringsscore van 8.866.

## Uitslag

### Finale
- D-score: de moeilijkheidsgraad van de oefening
- E-score: de uitvoeringsscore van de oefening
- Straf: straffen die zijn gegeven door de jury
- Totaal: D-score + E-score - straf geeft de totaalscore

| Rang   | Naam                 | Land | D-score | E-score | Straf | Totaal |
| ------ | -------------------- | ---- | ------- | ------- | ----- | ------ |
| Goud   | Feng Zhe             | CHN  | 7.000   | 8.966   |       | 15.966 |
| Zilver | Marcel Nguyen        | GER  | 6.800   | 9.000   |       | 15.800 |
| Brons  | Hamilton Sabot       | FRA  | 6.700   | 8.866   |       | 15.566 |
| 4      | Kazuhito Tanaka      | JPN  | 6.700   | 8.800   |       | 15.500 |
| 5      | Daniel Corral        | MEX  | 6.600   | 8.733   |       | 15.333 |
| 6      | Emin Garibov         | RUS  | 6.500   | 8.800   |       | 15.300 |
| 7      | Vasileios Tsolakidis | GRE  | 6.500   | 8.800   |       | 15.300 |
| 8      | Yusuke Tanaka        | JPN  | 6.400   | 8.700   |       | 15.100 |
| 9      | Zhang Chenglong      | CHN  | 6.300   | 7.508   |       | 13.808 |